# Too Late for Love (Def Leppard)
Too Late for Love è un singolo del gruppo musicale britannico Def Leppard, il quarto e ultimo estratto dal loro album di successo Pyromania del 1983. Raggiunse la posizione numero 9 della Mainstream Rock Songs negli Stati Uniti.

## Video musicale
Per il videoclip di Too Late for Love, dopo quelli particolarmente elaborati dei tre singoli precedenti estratti dall'album, il gruppo si limitò a registrare l'esecuzione del brano in uno studio senza pubblico nel dicembre del 1983. Secondo quanto riportato nella video-raccolta Historia, la performance è stata filmata appena finito uno speciale di Natale chiamato Supersonic, a cui i Def Leppard avevano preso parte insieme a Elton John e Meat Loaf.

## Tracce
1. Too Late for Love
2. Foolin
3. High 'n' Dry (Saturday Night)

## Formazione
- Joe Elliott – voce
- Steve Clark – chitarra solista
- Phil Collen – chitarra ritmica, cori
- Rick Savage – basso, cori
- Rick Allen – batteria